# هيو ترينشارد، فيكونت ترينشارد الأول
كان هيو مونتاغ ترينشارد ضابطًا بريطانيًا برتبة مارشال في سلاح الجو الملكي، لقبه فيكونت ترينشارد الأول، عاش في الفترة بين (3 فبراير 1873 – 10 فبراير 1956)، نال خلال تلك الفترة وسام الحمّام (فارس الصليب الأعظم لرهبانية الحمّام)، وسام الاستحقاق، الوسام الملكي الفيكتوري، بالإضافة إلى وسام الخدمة المتميّزة. وُصف بأنه «والد سلاح الجو الملكي».
كافح ترينشارد أكاديميًا خلال فترة نشأته، وفشل في العديد من الاختبارات، ولم يُحقق سوى الحد الأدنى من معايير الخدمة المكلَّفة في الجيش البريطاني. خدم ترينشارد في شبابه في الهند ضابطًا في المشاة، ومع اندلاع حرب البوير تطوّع في الخدمة في جنوب أفريقيا، أُصيب ترينشارد في الحرب بجروح بالغة أدّت لفقدانه رئة، وإصابته بالشلل الجزئيّ، ليعود على إثرها إلى بريطانيا. سافر إلى سويسرا في رحلة علاجية بناءً على نصائح طبيّة، وقاده الملل حينها ليُمارس رياضة الزلاجة الجماعية. بعد تعرّضه لحادث اصطدام عنيف، لاحظ ترينشارد أن شلله الجزئي قد اختفى، وأن بإمكانه المشي مجددًا دون مساعدة، استمر بعد ذلك بالتعافي، وعاد إلى الخدمة الفعلية في جنوب أفريقيا.
بعد انتهاء حرب البوير، انتقل ترينشارد للخدمة في نيجيريا حيث المعارك القبلية، وشارك في الجهود المبذولة لضم المناطق الداخلية إلى حكم المملكة البريطانية المستقرّة، وقمع العنف بين القبائل المتصارعة. قاد ترينشارد خلال الفترة التي قضاها في غرب أفريقيا فوج جنوب نيجيريا لعدة سنوات.
في صيف عام 1912، تعلّم ترينشارد الطيران، ونال شهادة طيّار (رقم 270) بطائرة هنري فارمان ذات الأجنحة المزدوجة، وذلك في 31 يوليو من مدرسة سوبويث للطيران في بروكلاندز. عُيّن لاحقًا نائبًا للمدرسة المركزية للطيران، شغل خلال فترة الحرب العالمية الأولى العديد من المناصب العليا في سلاح الجو الملكي، إذ أصبح قائد الطيران الملكي في فرنسا بين عاميّ (1915 – 1917)، وفي عام 1918، شغل منصب أول رئيس لهيئة الأركان الجوية لفترة وجيزة، قبل أن يتولى قيادة القوات الجويّة المستقلّة في فرنسا. ليعود بعدها ترينشارد كرئيس للأركان الجوية في عهد ونستون تشرشل في عام 1919، أمضى العقد التالي في تأمين مستقبل سلاح الجو الملكي. شغل ترينشارد في الثلاثينيات منصب مفوّض شرطة العاصمة، ومدافعًا عن سلاح الجو الملكي البريطاني في سنواته الأخيرة. يُعرف ترينشارد اليوم بأنه أحد أوائل الدُعاة الحربيين المناصرين للقصف الاستراتيجي.

## نشأته
وُلِد هيو مونتاغ ترينشارد في 3 فبراير 1873، مدينة تونتون، إنجلترا، كان ثالث الأبناء الذكور لوالده هنري مونتاغ ترينشارد، والطفل الثاني لوالدته جورجينا لويزا كاثرين تاور سكين -زوجة والده الثانية-. كان والد ترينشارد نقيبًا سابقا في كتيبة مشاة يوركشاير الخفيفة التابعة للملك، إلى جانب ممارسته القانونية بصفته محاميًا متدرّبًا. كانت والدته ابنة كابتن البحرية الملكية جون ماكدوول سكين. وبالرغم من أن عائلة ترينشارد كانت تعيش في ستينات القرن التاسع عشر، إلا أنهم لم يلعبوا دورًا ملحوظًا في المجتمع على غرار أسلافهم الذين لعبوا دورًا بارزًا في التاريخ الإنجليزي، مثل السير توماس ترينشارد، مأمور دورست الأعلى في القرن السادس عشر، والسير جون ترينشارد الذي كان وزيرًا للخارجية في عهد الأمير ويليام الثالث.
عندما كان هيو في الثانية من عمره، انتقلت عائلته إلى منزل ريفي في نورتون فيتزوارن يدعى كورتلاندز، على بعد أقل من ثلاثة أميال (4 كم) من وسط مدينة تونتون. كان الاستقرار في الريف يعني أنه بإمكانه الاستمتاع في الحياة في الهواء الطلق، أي قضاء الوقت في صيد الأرانب والحيوانات الصغيرة الأخرى ببندقيته التي أُعطيت له في عيد ميلاده الثامن. تلقّى هيو ترينشارد وأشقاؤه تعليمهم في المنزل بإشراف مُعلّم مقيم، الذي ولسوء حظ تعليمه، لم يستطع اكتساب احترام ترينشارد، لأنه لم يكن صارمًا، أو حتى ماهرًا بما يكفي للتغلّب على محاولات الأطفال المؤذية لتجنّب تلقّي التعليمات. نتيجة لذلك لم يتفوّق ترينشارد أكاديميًا، برغم ذلك كان حماس ترينشارد للألعاب وركوب الخيل ملحوظًا.
عندما بلغ تريشنارد العاشرة من العمر، أٌرسِل إلى مدرسة آلينز التحضيرية بالقرب من بوتلي في هامبشاير، وعلى الرغم من أنه أبلى بلاءً حسنًا في الحساب، فقد كافح في بقيّة المناهج الدراسية. مع ذلك، لم يكن والداه قلقان للغاية من الصعوبات التعليمية التي يواجهها، مُعتقدين أنها لن تقف عائقًا في حياته بعد مسيرته العسكرية. أرادت والدته جورجينا ترينشارد أن يدخل ابنها في البحريّة الملكيّة ليتبع مهنة والدها. وفي العام 1884، نُقل ترينشارد إلى دوفر حيث التحق بمدرسة هاموند، وهي من «مدارس التحميل» التي تُدرّب طلابها لاجتياز امتحان القبول للوافدين المُحتملين إلى كليةّ بريطانيا البحرية الملكية. فشل ترينشارد في الدخول إلى البحرية. أُرسل ترينشارد بعد ذلك في سن الثالثة عشر إلى مدرسة تحميل القس ألبرت بريتشارد في هيل لاندز، ورغروف (باركشير)، التي تُعد طلابها إلى بعثات الجيش، وكما كان ترينشارد في السابق، فلم يبذل قصارى جهده في الدراسة، مفضّلًا ممارسة الرياضة (الرغبي على وجه التحديد)، وتنفيذ المقالب الهزلية.
عام 1889، وعندما بلغ ترينشارد السادسة عشر من عمره، أُعلن إفلاس والده، الذي كان قد أصبح محاميًا. لم يتمكّن ترينشارد من العودة إلى هيل لاندز التي أُبعِد عنها في البداية إلّا بفضل الأعمال الخيرية لأقربائه. فشل ترينشارد بعد ذلك مرتين في امتحانات القبول للأكاديمية العسكرية الملكية، في وولويتش وتقدّم بطلب القبول لمرتبة الميليشيا التي كانت ذات معايير دخول أقل. مع ذلك، شكلت امتحانات القبول في الميليشيا أمرًا صعبًا لترينشارد، ليفشل في عاميّ 1891 و1892. خضع خلال هذه الفترة إلى تدريب بصفته ملازمًا تحت الاختبار على مدفعية فورفار و كينكاردين. بعد عودته إلى بريتشار، نجح بالحد بالأدنى في مارس 1893. عندما بلغ العشرين من عمره، نُشر اسمه في جريدة «ذا لندن غازيت» الرسمية واعتُبِر ملازمًا ثانيًا في الكتيبة الملكية الاسكتلندية الثانية وأُرسِل إلى الهند.

## نشأته العسكرية

### الهند
وصل ترينشارد إلى الهند في أواخر عام 1893، وانضم إلى فوجه، في سيالكوت في البنجاب. بعد وقت قصير من وصوله، دُعي لإلقاء خطاب في ليلة عشاء للجيش. كان أمرًا شائعًا أن يُلقي أصغر المُلازمين مثل هذا الخطاب، وكان متوقعًا منه تغطية العديد النقاط البارزة في تاريخ في الكتيبة الملكية الاسكتلندية، لكنه بدلًا من ذلك اكتفى بقول «إنتي بغاية الفخر لانتمائي لهذا الفوج العظيم، وآمل أن أعيش يومًا ما لقيادته». قُوبِل خطابه بصيحات من الضحك الهستيري، على الرغم من تقدير البعض لجرأته.
تمتع الضبّاط الشباب المتمركزون في الهند في تسعينيات القرن التاسع عشر بالعديد من التنوّعات الاجتماعية والرياضيّة، ولم يُقدّم ترينشارد سوى القليل عسكريًا. كان يُطلب من كل فوج القيام بفترة من الخدمة خارج ممر خيبر، ولكن ظروف السلام والازدهار كانت واضحة في معظمها وكان قادرًا على المشاركة في مختلف الأنشطة الرياضية. في أوائل عام 1894، فاز ترينشارد ببطولة الهند العامة للرماية بالبندقية، وبعد نجاحه في الرماية، شرع في إنشاء فريق كتيبة بولو -الصولجان-، لم يكن لدى فوجه تاريخ في لعب البولو، كونهم فوج مشاة، وكان هناك العديد من العقبات الواجب التغلّب عليها، ومع ذلك، وفي غضون ستة أشهر، كان فريق كتيبة البولو يتنافس ويحافظ على مكانته. في عام 1896 وخلال مباراة بولو، التقى لأول مرة مع ونستون تشرشل، وتنافس معه في ميدان اللعبة. أنقذت براعة ترينشارد الرياضية سمعته بين زملائه الضبّاط. لم يكن ملائمًا من نواح أخرى، وافتقر إلى الانطباع الاجتماعي، وكان يُفَضّل الحديث المختصر. أُطلِق عليه لقب «الجمل»، الذي لا يشرب ولا يتكلّم.